# Anteremanthus
Anteremanthus là một chi thực vật có hoa trong họ Cúc (Asteraceae).

## Loài
Chi Anteremanthus gồm các loài: